# Faraday (cràter)
Faraday és un cràter d'impacte situat en les escarpadas serres del sud de la Lluna. Es troba al costat de la vora sud-est del cràter de major grandària Stöfler. La vora nord-oest de Faraday forma una àmplia rampa sobre el sòl pla de Stöfler. A l'oest de Faraday es troba el cràter Maurolycus.
|                                                                                |  |
| Localització de Faraday. Fotografies de la missió Lunar Reconnaissance Orbiter |  |

La vora de Faraday ha sofert de manera significativa una sèrie d'impactes posteriors, sobretot presenta un parell de cràters superposats en la vora sud-oest, així com un altre cràter que travessa el brocal en el seu costat nord-oest. Posseeix una cresta central baixa orientada del sud-oest cap al nord-est, gairebé dividint el sòl del cràter per la meitat. El sòl és gairebé pla en la meitat nord-oest.

## Cràters satèl·lit
Per convenció aquests elements són identificats en els mapes lunars posant la lletra en el costat del punt central del cràter que està més prop de Faraday.
|         | \| Faraday \| Coordenades \| Diàmetre \| \| ------- \| ------------------------------------ \| -------- \| \| A \| 41° 30′ S, 9° 42′ E / 41.5°S,9.7°E \| 21 km \| \| C \| 43° 18′ S, 8° 06′ E / 43.3°S,8.1°E \| 30 km \| \| D \| 43° 42′ S, 9° 36′ E / 43.7°S,9.6°E \| 14 km \| \| G \| 45° 48′ S, 10° 06′ E / 45.8°S,10.1°E \| 31 km \| \| H \| 45° 00′ S, 10° 18′ E / 45.0°S,10.3°E \| 12 km \| |          |
| Faraday | Coordenades | Diàmetre |
| A       | 41° 30′ S, 9° 42′ E / 41.5°S,9.7°E | 21 km    |
| C       | 43° 18′ S, 8° 06′ E / 43.3°S,8.1°E | 30 km    |
| D       | 43° 42′ S, 9° 36′ E / 43.7°S,9.6°E | 14 km    |
| G       | 45° 48′ S, 10° 06′ E / 45.8°S,10.1°E | 31 km    |
| H       | 45° 00′ S, 10° 18′ E / 45.0°S,10.3°E | 12 km    |

A causa del seu sistema de marques radials, Faraday C és considerat com a part del Període Copernicà.

### Altres referències
- (WGPSN), IAU Working Group for Planetary System Nomenclature. «Gazetteer of Planetary Nomenclature. 1:1 Million-Scale Maps of the Moon» (en anglès).  UAI / USGS, 13-02-2013. [Consulta: 6 abril 2016].
- Andersson, L. E.; Whitaker, E. A.,. NASA Catalogue of Lunar Nomenclature (en anglès).  NASA RP-1097, 1982.
- Blue, Jennifer. «Gazetteer of Planetary Nomenclature» (en anglès).  USGS, 25-07-2007. [Consulta: 2 gener 2012].
- Bussey, B.; Spudis, P.. The Clementine Atlas of the Moon (en anglès).  Nueva York: Cambridge University Press, 2004. ISBN 0-521-81528-2.
- Cocks, Elijah E.; Cocks, Josiah C.. Who's Who on the Moon: A Biographical Dictionary of Lunar Nomenclature (en anglès).  Tudor Publishers, 1995. ISBN 0-936389-27-3.
- McDowell, Jonathan. «Lunar Nomenclature» (en anglès).   Jonathan's Space Report, 15-07-2007. [Consulta: 2 gener 2012].
- Menzel, D. H.; Minnaert, M.; Levin, B.; Dollfus, A.; Bell, B. «Report on Lunar Nomenclature by The Working Group of Commission 17 of the IAU» (en anglès). Space Science Reviews, 12, 1971, pàg. 136.
- Moore, Patrick. On the Moon (en anglès).  Sterling Publishing Co, 2001. ISBN 0-304-35469-4.
- Price, Fred W. The Moon Observer's Handbook (en anglès).  Cambridge University Press, 1988. ISBN 0521335000.
- Rükl, Antonín. Atlas of the Moon (en anglès).  Kalmbach Books, 1990. ISBN 0-913135-17-8.
- Webb, Rev. T. W.. Celestial Objects for Common Telescopes, 6ª edición revisada (en anglès).  Dover, 1962. ISBN 0-486-20917-2.
- Whitaker, Ewen A. Mapping and Naming the Moon (en anglès).  Cambridge University Press, 2003. 978-0-521-54414-6.
- Wlasuk, Peter T. Observing the Moon (en anglès).  Springer, 2000. ISBN 1-85233-193-3.